# الکا سادات
الکا سادات (انگلیسی: Alka Sadat؛ زادهٔ ۱۹۸۸ میلادی)، یک تهیه‌کننده، کارگردان و فیلم‌بردار سینمای مستند و فیلم‌ساز افغان است. او خواهر کوچکتر رؤیا سادات، اولین تولیدکننده و کارگردانِ فیلم زن افغانی است. این دو خواهر از سال ۲۰۰۴ در ساخت تعداد قابل‌توجهی فیلم مشارکت‌داشته و در ایجاد خانه رؤیا فیلم نقش مهمی ایفا کرده‌اند. او جایزه صلح افغانستان را برای اول فیلمش دریافت کرد.